# Europsko prvenstvo u rukometu na pijesku za žene
Europska prvenstva u rukometu na pijesku za žene održavaju se od 2000. godine. Turnir također služi kao kvalifikacijski za SP. Najuspješnija je Hrvatska s osvojena 2 zlata, 1 srebrom i 2 bronce.
| Godina | Domaćin    | Zlato    | Srebro   | Bronca         |
| ------ | ---------- | -------- | -------- | -------------- |
| 2017.  | Hrvatska   | Norveška | Poljska  | Španjolska     |
| 2015.  | Španjolska | Mađarska | Norveška | Italija        |
| 2013.  | Danska     | Mađarska | Danska   | Norveška       |
| 2011.  | Hrvatska   | Hrvatska | Danska   | Italija        |
| 2009.  | Norveška   | Italija  | Norveška | Hrvatska       |
| 2007.  | Italija    | Hrvatska | Njemačka | Norveška       |
| 2006.  | Njemačka   | Njemačka | Rusija   | Hrvatska       |
| 2004.  | Turska     | Rusija   | Hrvatska | Njemačka       |
| 2002.  | Španjolska | Rusija   | Turska   | SR Jugoslavija |
| 2000.  | Italija    | Ukrajina | Njemačka | Rusija         |